# パーヴェル・チェスノコフ
パーヴェル・グリゴリエヴィチ・チェスノコフ（ロシア語: Па́вел Григо́рьевич Чесноко́в、英語: Pavel Grigorievich Chesnokov, 1877年10月24日 - 1944年3月14日）は、ロシアおよびソ連の作曲家。このほかに合唱指揮者や音楽教師としても有能であった。

## 経歴
1877年、モスクワ生まれ。モスクワ・シノド学校に10年にわたって学んだ後、作曲をセルゲイ・タネーエフとミハイル・イッポリトフ＝イワノフに師事。モスクワ音楽院でセルゲイ・ワシレンコに師事して自由作曲を修得しようとする頃には、すでに作曲家として確固たる名声を博していた。その後は出身校の宗教学校で25年にわたって合唱の指導を行い、その後はモスクワ音楽院で教壇に立った。チェスノコフは、伝統的な豊かな和声構造と、重低音の用法を取り入れた。生涯にわたって合唱曲の作曲を行なった。
共産党の一党独裁体制が始まるまでは、カスタルスキーやアルハンゲルスキーと並んで、ロシア正教会の重要な作曲家であった。ロシア革命後、「宗教は阿片である」と政府の公式発表があったり、作曲家に書けるものがより大きく統制されてから、教会音楽家は宗教音楽にたずさわる限り、自分自身や身内に弾圧が及ぶ惧れを懸念せざるを得なかった。このためチェスノコフは、音楽活動と家族の生命を守るために、二度とそれ以上の宗教曲を作曲することはなかった。これ以降は世俗の合唱曲の創作に転じ、生活のためにソ連政府のプロパガンダ歌曲のようなものも手がけた。
ソ連時代の末期に共産党の威力が衰え、ロシア正教会が再び力を盛り返すと、チェスノコフの聖歌も復活を遂げた。

## 主要作品
- 神よ、爾は救を地の中になせり（サルヴェーション・イズ・クリエイテッド）
- 先備聖体礼儀 Op.24
- パニヒダ 第2番 Op.39
- 聖金口イオアン聖体礼儀 Op.42
- 徹夜祷 Op.44
- わが霊や、主をほめ揚げよ
- ヘルヴィムの歌（上記の聖金口イオアン聖体礼儀にも含まれている）
- 主宰や、今 爾（なんじ）の言にしたがい（シメオンの歌）
- 神は我等と偕にす